# Phunderdihari
Phunderdihari é uma vila no distrito de Surguja, no estado indiano de Chhattisgarh.

## Demografia
Segundo o censo de 2001, Phunderdihari tinha uma população de 16 106 habitantes. Os indivíduos do sexo masculino constituem 51% da população e os do sexo feminino 49%. Phunderdihari tem uma taxa de literacia de 77%, superior à média nacional de 59,5%: a literacia no sexo masculino é de 82% e no sexo feminino é de 72%. Em Phunderdihari, 12% da população está abaixo dos 6 anos de idade.